# Tavolino Cicognino

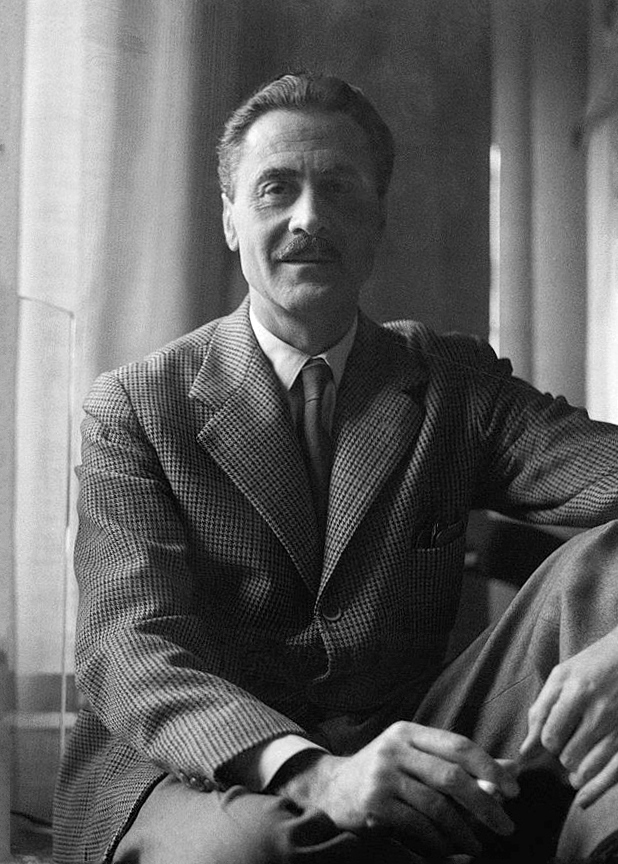
Franco Albini, ideatore del tavolino Cicognino.

Il tavolino Cicognino è un piano d'appoggio progettato nel 1952 dal designer Franco Albini e commercializzato a partire dal 1953 nella sua prima edizione dall'azienda Poggi Pavia e nella sua ultima versione, a partire dal 2008, dall'azienda di arredamento Cassina. Il nome "Cicognino", deriva dal design iconico dal gusto raffinato ed essenziale, che nella forma ludica evoca una rassicurante sensazione di familiarità evocando le sembianze dell'animale. Esemplari del tavolino si trovano attualmente esposti presso la Fondazione Franco Albini, un museo di architettura e design ricavato all'interno dello studio del designer, presso il MOMA di New York e presso il Museo della Triennale di Milano.

## Edizioni
TN6 Cicognino è frutto di un percorso progettuale mediante il quale, di volta in volta, sono stati apportati miglioramenti tecnici e di affinamento. Le prime ricerche su questo tema hanno avuto inizio intorno alla fine degli anni '40, apportando una serie di modifiche di sottrazione al prodotto, mantenendo però la forma caratteristica dell'animale a cui si ispira. Le edizioni sono due: la prima risale al 1953 realizzata dall'azienda Poggi Pavia fino alla fine degli anni '50. Segue l'ultima edizione nel 2008, messa in produzione da Cassina SpA.

## Contesto storico-culturale
Tra gli anni '50 e gli anni '60 l’Italia, Paese inizialmente sottosviluppato e con un’economia prevalentemente agricola, progredì fino a diventare una potenza economica mondiale. Ciò fu reso possibile dalla crescita del commercio internazionale, dalla disponibilità di nuove fonti di energia e dalla conversione dell’industria dell’acciaio: contemporaneamente alla fine del tradizionale protezionismo furono infatti scoperti giacimenti di metano e idrocarburi in Val Padana, i quali consentirono un incremento della produzione ed un ammodernamento del sistema produttivo italiano.
La diminuzione della disoccupazione favorì l’acquisto dei beni di consumo durevoli, come ad esempio lavatrici e frigoriferi, nonché delle automobili.
Franco Albini si inserì in tale panorama sviluppando la continua ricerca di un rapporto creativo con queste nuove tecnologie: ne è un esempio l’uso del cristallo nella Radio in Cristallo Securit, l’uso della trasparenza per evidenziare gli elementi interni di un oggetto, anticipando così la caratteristica che sarà propria della corrente stilistica high-tech degli anni Ottanta.

## Idea di progetto
L'idea del designer era quella di creare un modello ideale di tavolino, identificandone gli elementi essenziali e i possibili utilizzi all’interno della casa. Negli anni della produzione per Poggi, ci troviamo di fronte a veri e propri “animali domestici” che Albini evocava nei suoi disegni. Uno di questi è il tavolino "servo muto" Cicognino prodotto nel 1953, dove una delle tre esili gambe si allunga per diventare “manico-becco”, rendendo agevole il trasporto dell’oggetto. Il piano di appoggio è contornato da una lamina di legno così da diventare vassoio. Com’è stato osservato da Marcello Fagiolo, il “Cicognino” è un oggetto che sembra uscito dalla matita di Walt Disney, e appare ai nostri occhi ancora un disegno estremamente attuale (non a caso fa parte dei pezzi di design di Albini rientrati in produzione con l’azienda Cassina nella sua ultima edizione, dal 2008).
Frutto di una lunga ricerca dettata dalla necessità di arrivare alla "sostanza della forma" e alla possibilità della produzione in serie, il tavolino Cicognino è diventato un oggetto senza tempo fatto di tecnica e materia pura.
L'ultima versione dimostra come l'idea iniziale sia stata concretizzata: piano d'appoggio e "collo-becco/manico" sono costituiti da due elementi geometrici sospesi su una sottile struttura in legno a cavalletto data dalle tre gambe.

## Descrizione

### Caratteristiche tecniche

#### Materiali
La struttura portante può essere realizzata in tre varianti e finiture di legno diverse: in Frassino Naturale, Frassino tinto nero, Frassino tinto rosso amaranto o Noce Canaletto.

#### Dimensioni
|                        |       |
| Larghezza totale       | 38 cm |
| Profondità totale      | 41 cm |
| Altezza totale         | 80 cm |
| Altezza piano          | 40 cm |
| Altezza piano-maniglia | 40 cm |

## Figuratività

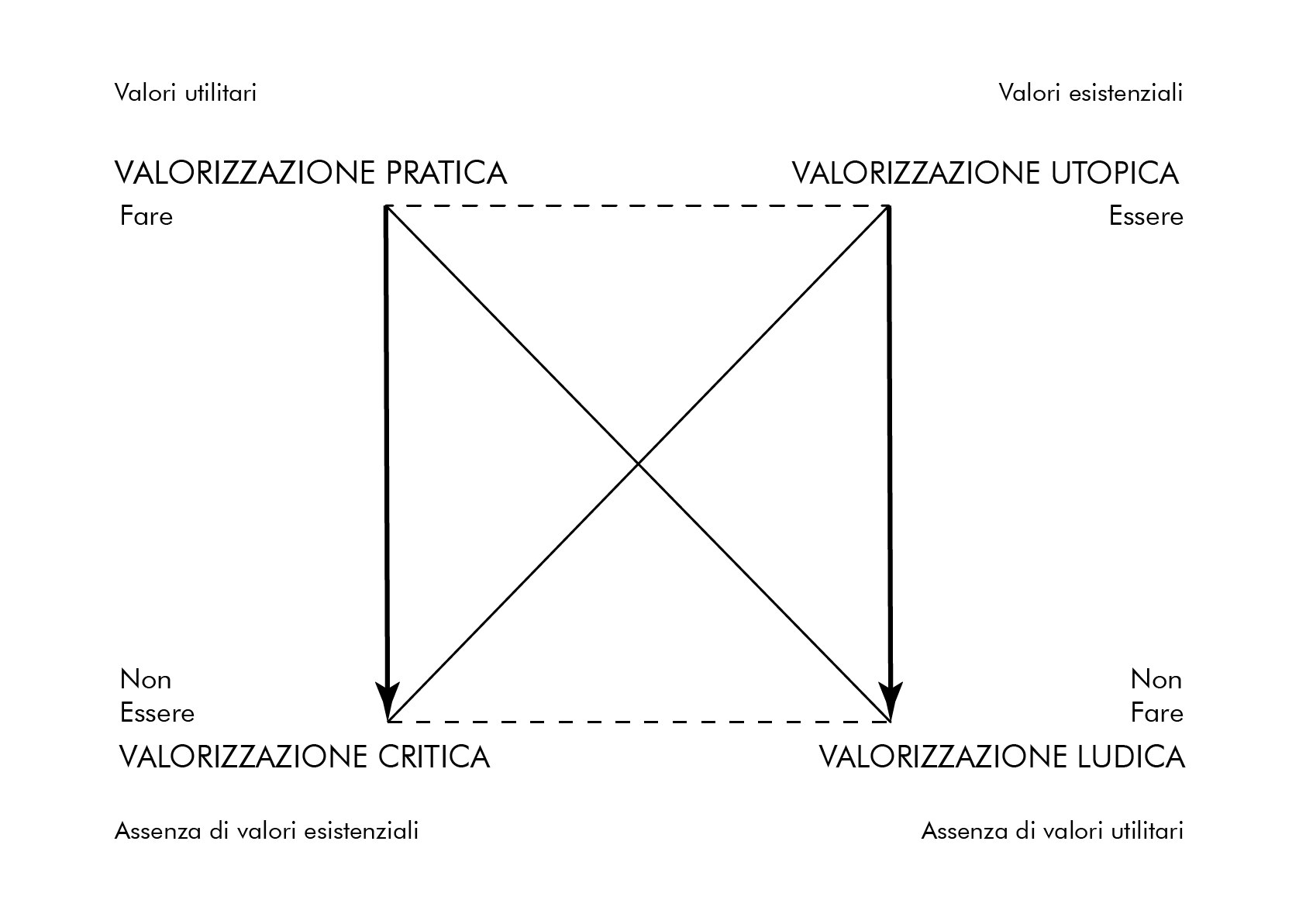
Quadrato Semiotico di Floch

Le linee pulite ed essenziali del tavolino permettono di affermare la totale aderenza dell’oggetto ad una corrente stilizzata e fortemente iconica.

## Valorizzazione
Sulla base delle caratteristiche figurative del prodotto risulta chiaro che Franco Albini ha compiuto un lavoro che si concentra soprattutto su quei valori che il semiologo Jean-Marie Floch considera ludici o estetici nei suoi quadrati semiotici: partendo dalla forma-base del tavolino, considerato come uno "scheletro", gli ha dato le fattezze di un cicognino, lo ha dotato di un collo e di un becco. Queste caratteristiche non aggiungono nulla alla consueta funzionalità del tavolino da un punto di vista pratico, ma mirano ad un effetto di tipo ironico e giocoso. Dunque il tavolino Cicognino non è riconducibile ad una valorizzazione pratica, bensì ad una valorizzazione ludica.

## Grado di codifica
L'opera di Franco Albini non presenta soluzioni particolarmente innovative dal punto di vista pratico, quanto piuttosto elementi codificati come la maniglia a forma di collo-becco per impugnarlo e spostarlo ed elementi provenienti da campi differenti quali la rappresentazione figurativa dell'animale preso in analisi.

## Curiosità
Il tavolino Cicognino di Franco Albini fa parte della collezione "I Maestri" di Cassina, la quale comprende le opere più importanti e considerevoli del Movimento Moderno e del Design Contemporaneo. A partire dal 1965 in poi l'azienda italiana inizia, dopo averne acquisito i diritti esclusivi, a riprodurre oggetti di Le Corbusier, Pierre Jeanneret, Charlotte Perriand, Gerrit Thomas Rietveld, Charles Rennie Mackintosh, Erik Gunnar Asplund, Frank Lloyd Wright, Franco Albini e Marco Zanuso. La collezione, i cui pezzi sono strettamente fedeli agli originali, si propone come un album di valori, codici e progettualità in grado di orientare ed inspirare il design e l'architettura odierni.

### Sitografia
- (IT) Franco Albini, su fondazionefrancoalbini.com.
- (IT) Fondazione Franco Albini, su fondazionefrancoalbini.com.
- (IT) Franco Albini - Cicognino, su aste.capitoliumart.it.
- (IT) Fondazione Franco Albini - opere principali di design (PDF), su fondazionefrancoalbini.com.
- (IT) Tavolino Cicognino - Cassina, su adinterni.it.
- (IT) Cicognino, su cassina.com. URL consultato il 15 aprile 2021 (archiviato dall'url originale il 28 febbraio 2021).
- (IT) Cicognino (PDF), su cassina.com.
- (IT) Cassina: I Maestri, su cassina.com. URL consultato il 15 aprile 2021 (archiviato dall'url originale il 25 febbraio 2021).
- (IT) Cicognino Franco Albini, su cassina.com. URL consultato il 15 aprile 2021 (archiviato dall'url originale il 28 febbraio 2021).